# Veltum
Veltum is een wijk van Venray, gelegen ten zuidwesten van het centrum. De wijk grenst in het noorden aan het Odapark en Vlakwater, in het oosten aan sportterrein De Wieën en de wijk Brukske, in het zuiden aan de Deurneseweg. 
In 2016 telde de wijk ongeveer 3600 bewoners en treedt er vergrijzing op.
Er is een wijkcentrum ('t Schöpke).

## Geschiedenis
De eerste bouwactiviteiten in deze uitbreidingswijk dateren van de jaren 50 van de 20e eeuw. Meer huizen verschenen in de jaren 60 en de eerste jaren 70 van de 20e eeuw.

## Bezienswaardigheden
- Sint-Hubertus en Antonius Abtkapel, 17e eeuw
- Sint-Rochuskapel, 17e eeuw